# 후보자 (영화)
《후보자》(영어: The Candidate)는 미국에서 제작된 마이클 리치 감독의 1972년 정치 코미디 드라마 영화이다. 로버트 레드퍼드, 피터 보일 등이 주연으로 출연하였고, 월터 코블런츠 등이 제작에 참여하였다.
제러미 라너가 각본을 담당하였으며, 1973년 제45회 아카데미상에서 각본상을 받았다. 라너는 미네소타주 상원 의원 유진 매카시가 1968년 미국 대통령 선거를 앞두고 민주당 후보가 되기 위해 당내 경선을 치르던 시기에 연설문 작성자로 일한 경험이 있다.

## 줄거리
민주당 정치 컨설턴트 마빈 루커스는 캘리포니아 상원 의원 선거에 내보낼 민주당 후보를 찾고 있다. 이미 캘리포니아 상원 의원 3선을 지낸 공화당 크로커 자먼에게 어차피 질 게 뻔한 선거에 민주당 소속 유력 정치인들은 아무도 나서려고 하지 않는다.
루커스는 잘생기고 사람들을 휘어잡는 매력이 있는 이상주의자인 공익 변호사 빌 매케이에게 접근해 후보로 영입한다. 매케이는 전 캘리포니아 주지사 존 J. 매케이의 아들이기도 하다. 루커스가 선거 유세에서 하고 싶은 말을 마음껏 해도 된다는 조건을 내걸자 매케이는 이를 자신이 소중하게 여기는 가치를 설파할 기회로 여겨 승낙한다.
하지만 민주당 후보가 된 매케이가 여론 조사에서 압도적인 표차로 질 것이 예상되자 루커스는 매케이에게 선거 패배 결과는 당연히 예상하고 있지만 당에 망신을 줄 정도로 심각하게 져서는 안 된다며 좀 더 넓은 유권자층 상대로 호소력을 발휘하려면 어조를 누그러트려야 한다고 주문하는데...

## 출연
- 로버트 레드퍼드 - 빌 매케이 역
- 피터 보일 - 마빈 루커스 역
- 멜빈 더글러스 - 전 주지사 존 J. 매케이 역
- 돈 포터 - 크로커 자먼 역
- 앨런 가필드 - 하워드 클라인 역
- 마이클 러너 - 폴 콜리스 역
- 케네스 토비 - 플로이드 J. 스타키 역
- 제럴드 하이컨 - 방송국장 역
- 브로더릭 크로퍼드 - 광고 해설자 역
- 조지 맥거번 - 본인 역
- 하워드 K. 스미스 - 본인 역
- 휴버트 험프리 - 본인 역
- 내털리 우드 - 본인 역

## 기타 제작진
- 배역: 호이트 바워스
- 미술: 진 캘러핸
- 의상: 퍼트리샤 노리스